# Liste der Bodendenkmäler in Bad Bayersoien
Auf dieser Seite sind die Bodendenkmäler in der oberbayerischen Gemeinde Bad Bayersoien zusammengestellt. Diese Tabelle ist eine Teilliste der Liste der Bodendenkmäler in Bayern. Grundlage ist die Bayerische Denkmalliste, die auf Basis des Bayerischen Denkmalschutzgesetzes vom 1. Oktober 1973 erstmals erstellt wurde und seither durch das Bayerische Landesamt für Denkmalpflege geführt wird. Die folgenden Angaben ersetzen nicht die rechtsverbindliche Auskunft der Denkmalschutzbehörde.

## Bodendenkmäler der Gemeinde

### Bodendenkmäler im Ortsteil Bad Bayersoien
| Lage                                   | Objekt | Akten-Nr.     | Bild           |
| -------------------------------------- | --- | ------------- | -------------- |
| Bad Bayersoien Brandstatt 4 (Standort) | Pfarrkirche Bad Bayersoien Untertägige mittelalterliche und frühneuzeitliche Befunde im Bereich der Katholischen Pfarrkirche St. Georg in Bad Bayersoien und ihrer Vorgängerbauten. | D-1-8331-0008 | weitere Bilder |
| Bad Bayersoien (Standort)              | Abgegangenes Schloss der frühen Neuzeit (Seeburg). | D-1-8332-0036 |                |